# Valdemar Andersen (plakatkunstner)
 For alternative betydninger, se Valdemar Andersen. (Se også artikler, som begynder med Valdemar Andersen)
Anders Valdemar Peter Andersen (3. februar 1875 i København – 15. juli 1928 sammesteds) var en dansk maler, illustrator og karikaturtegner.
I 1914 tegnede Andersen sammen med Wilfred Glud årets julemærke og han stod bag motiverne til frimærkeudgivelsen i anledning af Genforeningen i 1920.

## Galleri
- Politiken (1904)
- Plakatudstilling i København Zoo (1907)
- Asta Lampen (1912)
- Landsudstillingen i Aarhus (1909)
- Nimbus (1926)

## Reference
1. ↑  "Post – Post & Tele Museum". Arkiveret fra originalen 2. oktober 2016. Hentet 26. juli 2011.